# Politički skandal
Politički skandal je skandal prvenstveno vezan uz osobe, organizacije i djelatnosti koje se tiču politike, te, u širem smislu, i državne uprave. Aktivnosti čije obznanjivanje i razotkrivanje izaziva skandal mogu biti različitog oblika, ali se pod time prvenstveno smatraju fenomeni kao što su korupcija ili izborna prevara, odnosno masovno i dugotrajno kršenje zakona; skandali također mogu nastati i od zataškavanja takvih aktivnosti od strane pojedinaca iako oni u njima nisu morali neposredno sudjelovati. Vjerojatno najpoznatiji politički skandal u modernoj povijesti je afera Watergate u SAD, čije je razotkrivanje 1974. dovelo do ostavke predsjednika Richara Nixona. U Francuskoj su poznata dva politička skandala: afera Dreyfus i afera Marković.